# فيصل بورسلي
فيصل بورسلي(مواليد 6 نوفمبر 1961 في المنامة، البحرين) لاعب كرة سلة كويتي معتزل ومدرب كرة سلة حاليا.

## سيرة اللعب
لعب فيصل كرة السلة في عام 1975 في نادي القادسية الكويتي حتى عام 1990. نظرا لغزو الكويت في عام 1990 انتقل للعب في البحرين موسم 1990-1991 مع الأهلي. بعد ذلك عاد إلى الكويت للعب لنادي القادسية حيث أنهى مسيرته الكروية في عام 1999. في عامي 1980 و1981 تم اختياره من قبل 6 جامعات أمريكية للحصول على منحة دراسية للعب في الرابطة الوطنية لرياضة الجامعات وفي ذلك الوقت لم يكن الكثير من اللاعبين العرب يحصلون على هذه فرصة لاظهار مواهبهم في أمريكا.
لعب فيصل لمنتخب الكويت من عام 1978 حتى عام 1997 ثم أصبح قائد المنتخب في عام 1991 وتم اختياره في قائمة أفضل 12 لاعب في آسيا مرتين في 1983 و 1986.

## سيرة التدريب
مسيرته التدريبية تمتد لسنوات عديدة ففي عام 2010 كان مدرب منتخب الكويت. وقد شغل العديد من المناصب التدريبية على مستوى الكبار والصغار والمنتخبات والأندية. من بين إنجازاته اختياره أفضل في الكويت أعوام 2007 و 2008 و 2009 و 2010. يعتبر فيصل معروفا في منطقة الخليج العربي. في عام 2011 أصبح أول مدرب كرة سلة كويتي يعمل خارج الكويت عندما تعاقد مع الأهلي البحريني.

## الإنجازات

### لاعب

#### القادسية
- الدوري (11): 1978 - 1980 - 1982 - 1983 - 1984 - 1985 - 1986 - 1992 - 1993 - 1994 - 1997.
- الكأس (14): 1978 - 1979 - 1980 - 1981 - 1982 - 1983 - 1984 - 1985 - 1986 - 1988 - 1989 - 1992 - 1993 - 1995.
- كأس الأندية الخليجية أبطال الدوري (3): 1982 - 1983 - 1988.
- كأس الأندية الخليجية أبطال الكؤوس (1): 1994.

#### الأهلي
- الكأس (1): 1991.

#### منتخب الكويت
- البطولة العربية للشباب (1): 1979.
- بطولة الخليج العربي (2): 1981 - 1983.
- بطولة العرب الودية (2): 1982.
- بطولة الشرطة العربية (1): 1987.
- بطولة العراق الدولية (1): 1989.
- بطولة الصداقة (1): 1989.

### مدرب

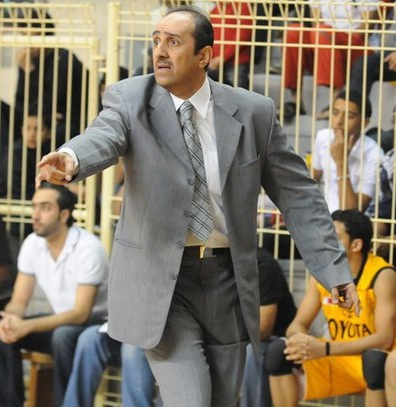
بورسلي مع الأهلي البحريني في 4 فبراير 2011.

#### القادسية
- أفضل مدرب في الكويت (4): 2007 - 2008 - 2009 - 2010.
- دوري تحت 15 (1): 2001.
- كأس تحت 15 (1): 2001.
- كأس الشيخ الشهيد فهد الأحمد (1): 2003.
- بطولة مبارك الكبير (1): 2003.
- الدوري (1): 2004.

#### منتخب الكويت
- كأس الخليج العربي تحت 18 (1): 2009.